# حمى الشحن
حمى الشحن هو نوع من أنواع ذات الرئة في الحيوانات [الإنجليزية] ويصيب المواشي والخراف وسببه عدوى الباستوريلة القتالة.
كما يمكن أن تحدث حمى الشحن بسبب المانهايمية الحالة للدم في غياب الباستوريلة القتالة، وتعد المانهايمية الحالة للدم ذات الضرب المصلي أ1 أكثر الأنواع شيوعا لحمى الشحن.
يحدث المرض على شكل عدوى ثانوية بعد عدوى أولية بكتيرية أو فايروسية ناتجة عن الضغط النفسي الذي يحدث بسبب النقل والحمل.